# زيادة عدد الأسنان
زيادة عدد الأسنان يُعرف امتلاك عدد أسنان زائد عن العدد الطبيعي، أو امتلاك أسنان زائدة إضافة للأسنان الطبيعية بزيادة عدد الأسنان. يمكن أن تظهر هذه الأسنان الزائدة في أي منطقة من مناطق القوس السّني (الفكّ)، وقد تؤثر على أي عضو سنّي.

## الأنواع

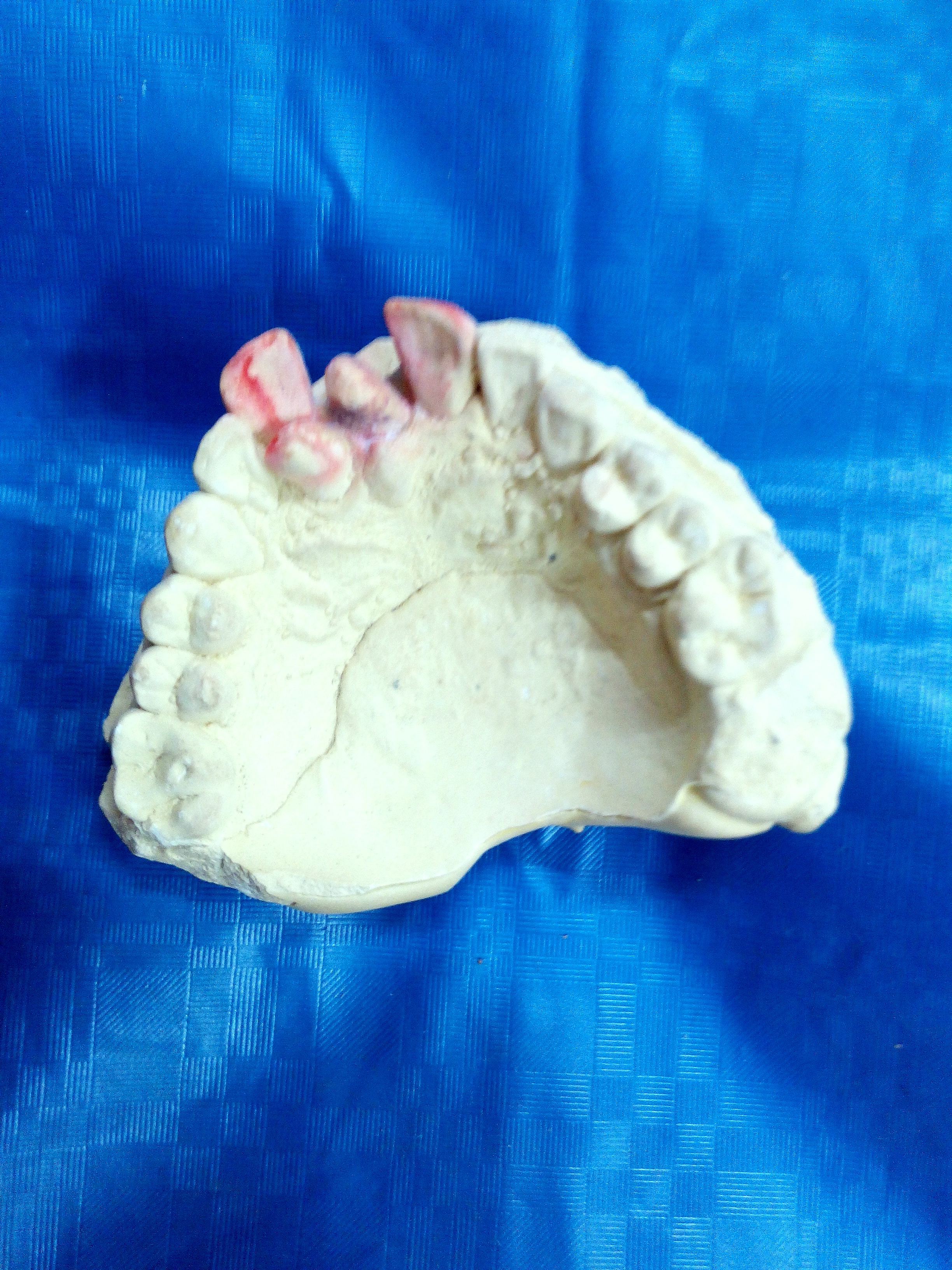
نموذج سنّي حجري يظهر الراؤول الإنسيّ وسنًّا إضافيًّا خلف القاطع المركزي الأيمن

يمكن تصنيف العدد الزائد من الأسنان بالاعتماد على الشكل أو الموقع. الأشكال تتضمن الآتي:
- تكميليّة (حيث يملك السنّ شكلًا طبيعيًّا كشكل الأسنان في تلك السلسلة)
- مُحَودَب (على شكل برميل)
- مخروطي (على شكل وتد)
- Compound Odontoma (العديد من الأشكال التي تشبه الأسنان)
- Complex Odontoma (كتلة غير منتظمة من النسيج السنّي).[1]

عند التصنيف حسب الموقع، قد يشار إلى السنّ الزائد بالراؤول الإنسيّ, مجاور للرّحى أو رحى قصواء.
أكثر أنواع الأسنان الزائدة شيوعاً هي الراؤول الإنسيّ، ويكون عادةً مشوّهًا على شكل وتد، ويتواجد بين القواطع المركزية العلويّة.
يمكن أن تنشئ طواحين رابعة وخامسة خلف الثالثة وتعتبر هذه نوعًا من أنواع الأسنان الزائدة.

## الأسباب
هناك أدلّة على وجود عوامل وراثية إضافة إلى أدلّة على وجود عوامل بيئية تؤدي إلى حالة زيادة عدد الأسنان. بينما يعدّ وجود سنَ واحد زائد أمراً طبيعياً، يعتبر وجود أسنان زائدة متعددة حالة نادرة الحدوث لدى الأشخاص غير المصابين بأمراض أو متلازمات ذات علاقة بالحالة. العديد من الأسنان الزائدة لا تبزغ أبداً، لكنّها قد تؤخّر بزوغ الأسنان المجاورة، أو قد تسبب مشاكل سنيّة وتقويمية. الأسنان الزائدة على شكل طواحين هي الأكثر ندرةً. تستخدم الأشعة السينية لتشخص حالات زيادة عدد الأسنان.
تم اقتراح أنّ الأسنان الزائدة تنمو من بُرعُم سن آخر يخرج من الصفيحة السنيّة بالقرب من برعم سن طبيعي أو من المحتمل أن يخرج من انقسام برعم السن الطبيعي نفسه. زيادة عدد الأسنان اللبنيّة أقل شيوعاً من زيادة عدد الأسنان الدّائمة.

## حالات مرتبطة
من الحالات المشابهة هي حالة نقص الأسنان، وذلك بوجود عدد أقل من العدد الطبيعي للأسنان.
يمكن رؤية زيادة عدد الأسنان في العديد من الاضطرابات، مثل متلازمة جاردنر وخلل التعظم الترقوي القحفي حيث نرى العديد من الأسنان الزائدة وتكون متراصّة

## وصلات خارجية
- Tooth Conditions and Abnormalities at mchoralhealth.org
- Supernumerary and Extra teeth
- Supernumerary Teeth -An Overview of Classification, Diagnosis and Management